# Apterichtus caecus
Apterichtus caecus is een straalvinnige vissensoort uit de familie van de slangalen (Ophichthidae). De wetenschappelijke naam van de soort is als Muraena caeca gepubliceerd in 1758 door Linnaeus in de tiende editie van Systema naturae.